# Autonomie de la science
L'autonomie de la science est la capacité de la communauté scientifique à produire ses propres règles de fonctionnement et à déterminer elle-même ses priorités de recherche, et la façon dont ses recherches doivent être menées puis évaluées, et cela indépendamment des considérations économiques, politiques ou idéologiques. Il s'agit d'un principe apparu avec ce que l'on appelle la modernité.
Cette autonomie, défendue par les scientifiques et justifiée par nombre de sociologues et de philosophes par des considérations épistémologiques, se heurte aujourd'hui à diverses volontés politiques et économiques enjoignant aux communautés scientifiques de répondre à des impératifs extra-scientifiques. Elle est également l'objet de critiques émanant de certains courants de la sociologie des sciences. Enfin, elle est au cœur de nombreux débats publics, en particulier autour des questions d'éthique.
L'autonomie de la science est un concept à la fois normatif et descriptif. Ces deux dimensions ne sont cependant pas indépendantes l'une de l'autre : les justifications de l'autonomie repose sur des analyses revendiquant leur objectivité. Inversement, la dénonciation de cette autonomie, et la défense d'une certaine hétéronomisation de la science, reposent de leur côté sur une critique de ces analyses.

## Introduction
La question de l’autonomie de la science est souvent associée à la transformation des structures de financement qui tendraient à ôter aux chercheurs une part de leur pouvoir décisionnel en matière d’orientation scientifique. Les chercheurs français rassemblés aux état généraux de la recherche, en 2004, écrivent ainsi dans leur rapport final que « la mise en place de fonds […] attribués sous la forme d’appels d’offres thématisés […] produit plusieurs effets pervers, dont le plus grave est la perte d’autonomie, pour la communauté scientifique, dans la définition de ses projets de recherche ».
Mais il ne s'agit pas que de cela. Lorsque le sociologue Bruno Latour, dans les colonnes d'un grand quotidien français, reproche aux « épistémologues français [de défendre l'idée d'une] Science [qui] doit rester absolument autonome, sans finalité autre qu'elle-même », et qu'il appelle par ailleurs les chercheurs à s'ouvrir aux intérêts sociétaux (en particulier écologiques) ou marchands, il donne en creux une définition de l'autonomie qui n'est pas celle retenue couramment. Cette perte d'autonomie qu'il encourage ne se confond pas avec un quelconque diktat de la société sur la science, mais avec une prise en compte volontaire des demandes sociales et économiques par les chercheurs. Le sens du mot autonomie, tel qu'il est fixé dans les débats sur l'évolution des relations entre science et société ne recouvre donc que la capacité de ne pas se soumettre à un impératif étranger. Toute soumission, qu'elle soit ou non volontaire, est considérée comme un processus d'hétéronomisation de l'individu ou du groupe.
Il est également mentionné ici l'existence d'une autre forme de perte d'autonomie, liée en particulier à la professionnalisation de la science. C'est une problématique qu'aborde Max Weber en évoquant les conséquences de « l'américanisation » du système universitaire allemand, au début du XXe siècle : « dans de nombreux domaines de la science, rapporte Weber en 1919, les développements récents du système universitaire allemand s'orientent dans la direction du système américain. Les grands instituts de science et de médecine sont devenus des entreprises du « capitalisme d'État ». Il n'est plus possible de les gérer sans le secours de moyens considérables. Et l'on voit apparaître, comme partout ailleurs où s'implante une entreprise capitaliste, le phénomène spécifique du capitalisme qui aboutit à « couper le travailleur des moyens de production ». […]. Pour le moment le travailleur de ma spécialité est encore dans une large mesure son propre maître, à l'instar de l'artisan d'autrefois dans le cadre de son métier. Mais l'évolution se fait à grands pas ».
Cette perte d'autonomie des scientifiques est paroxystique dans le secteur de la « Big Science », faite de grands instruments et d'équipes scientifiques pléthoriques et très hiérarchisées. Mais ce phénomène se rapporte plutôt à la question de l'autonomie du chercheur au sein de sa communauté scientifique plutôt qu'à la question de l'autonomie de la science en tant que collectif. Nous ne le mentionnons donc ici que pour mémoire.
La question de l'autonomie de la science ne se réduit pas en effet à celle du scientifique : il faut tenir compte de celle du groupe. Nous verrons cependant dans la suite de cet article que l'autonomie des individus est tenue, tant par les défenseurs de l'autonomie de la science que par ses contempteurs, pour la justification ultime de celle du groupe, sur la base de certaines considérations épistémologiques. C'est donc essentiellement en premier sous l'angle individuel que sera abordée ici la question de l'autonomie de la science (l'aspect collectif ne sera cependant évidemment pas négligé, en particulier l'analyse des dispositifs d'évaluation qui détermine le degré d'autonomie des chercheurs et des structures de recherche).
Enfin, il y a la pluralité des formes d'hétéronomie : la question de l'autonomie de la science face aux pouvoirs politiques n'est pas la même que celle de l'autonomie face aux exigences économiques ou aux idéologies. Ces forces n'agissent pas de la même manière sur les communautés scientifiques, et les réponses de celles-ci diffèrent. Cependant, ces différentes questions restent très liées, et il reste difficile de les présenter indépendamment les unes des autres. En conséquence, si leurs spécificités respectives seront présentées dans la suite de cet article, la question de l'autonomie de la science sera abordée ici sans trop s’appesantir sur cette distinction.

## Des confusions à éviter

### Relations entre science et religion
Le principe d'autonomie de la science n'exclut pas qu'il existe certaines relations entre la science et la religion. Par exemple, l'Institut de mécanique céleste et de calcul des éphémérides s'intéresse au calcul de la date des fêtes religieuses et notamment de Pâques, avec des objectifs liés essentiellement à la recherche historique.

### Relations entre science et technique
Jacques Ellul considère que l'autonomie de la science est une illusion : la science est non seulement tributaire du marché mais aussi, et plus fondamentalement, de l'évolution de la technique : c'est en définitive celle-ci qui se développe de façon autonome. C'est également l'avis de Günther Anders et, plus récemment, des penseurs de l'association Technologos. En revanche, Ellul estime que la science joue aujourd'hui le rôle autrefois dévolu aux mythes : elle tient lieu de récit explicatif et d'instance de légitimation de la technique.

### Recherche fondamentale et appliquée
Il faut prendre garde de ne pas confondre cette dichotomie (science autonome versus science hétéronome) avec celle opposant la recherche fondamentale à la recherche appliquée ou industrielle. Bien sûr, les chercheurs travaillant dans une perspective industrielle disposent le plus souvent de sensiblement moins d'autonomie que leurs homologues fondamentalistes. Inversement, les chercheurs fondamentalistes sont réputés avoir une plus grande indépendance par rapport aux exigences du monde économique. Mais cela ne doit pas être tenu pour une règle générale. Les nouveaux « espaces génomiques », consacrés en particulier au séquençage du génome humain, sont structurellement hétéronomes, au cœur d'un complexe réseau d'intérêts, mais n'en sont pas moins les lieux d'une véritable recherche fondamentale. À l'inverse, Thomas Edison est l'exemple type du savant ayant pu disposer d'une grande liberté pour mener ses travaux de recherche appliquée. Les scientifiques les plus intéressés par l'utilité de leurs travaux peuvent ainsi préserver leur autonomie en adoptant une logique d'offre technologique.

### Recherche publique et privée
Une autre confusion doit être évitée. Il faut rappeler que la recherche libre ne s'identifie pas nécessairement à la recherche publique. L'idée de leur quasi-recouvrement n'est qu'une spécificité française, qui masque les vives controverses portant sur le rôle de l'État dans l'organisation de la recherche. Loin d'être toujours perçue comme garante de l'indépendance des savants, l'implication de la puissance publique dans les affaires scientifiques peut être vue comme un facteur de désordre, voire de déclin. C'est précisément cette question, plus que celle du rôle des puissances économiques, qui longtemps occupa les esprits, l'exemple de la biologie russe, avec l'affaire Lyssenko, ayant montré ce que la science pouvait avoir à craindre des pressions politiques. Le sociologue Henri Lévy-Bruhl défend ainsi en 1949 la science libre en ces termes : « L’effort de la pensée humaine a consisté essentiellement à la libérer des liens qui l’enchaînaient à des mythes ou à des dogmes. Mais cette liberté spirituelle, si chèrement conquise, doit être défendue contre toute oppression. L’esprit ne connaît d’autre contrainte que celle de la vérité. Il repousse avec autant d’énergie l’autorité de l’État que celle de l’Église : il ne reconnaît pas de maître. Mais, [diraient beaucoup d’intellectuels], la science est faite pour servir les hommes, et l'État n'est-il pas l'organisme qui a précisément pour fonction de diriger cette activité, comme les autres? […] Est-il vrai que la science soit « faite pour servir les hommes » ? C’est là, je crois bien, le fond du problème […]. » Levy-Bruhl vise ainsi en premier lieu à préserver la science des immixtions politiques, et ne s’inquiète d'un contrôle par les forces du commerce qu’en second lieu, comme une forme de l’utilitarisme qu’il dénonce : « Ce souci de l'utilisation pratique n'est pas […] spécial à la Russie. Il est très fort aussi aux États-Unis, sous la forme, à peine différente, du culte de l'efficiency, et tend à envahir les autres pays. »
La recherche libre ne se confond donc ni avec la recherche fondamentale ni avec la recherche publique. Elle est simplement le lieu d'une démarche scientifique menée indépendamment des pressions économiques ou sociales, quand bien même elle vise également à répondre à des problèmes économiques ou sociaux, quand bien même elle est menée dans un contexte entrepreneurial.

## Histoire
L'autonomie de la science est un concept principalement issu de la révolution copernicienne, moment où les tensions entre dogmes religieux et connaissance scientifique ont pris une ampleur sans précédent, mais on peut y déceler des origines un peu plus anciennes. En effet, l'histoire de l'autonomie de la science n'est pas celle d'une lutte contre les pouvoirs politiques, économiques ou religieux. La geste galiléenne masque une réalité infiniment plus complexe.

### Francis Bacon
C’est au XVIe siècle, avec Francis Bacon (1561-1626), qu’est précisée l’idée que la science peut et doit concourir à la maîtrise de la nature et au développement des nations. Bacon appelle les gouvernements (en l’occurrence, la couronne d'Angleterre) à donner à la connaissance scientifique les moyens de son développement, et à récupérer les fruits de ce développement pour la plus grande gloire des nations. Il s’agit d’un complet renversement de la conception antique du rapport de la connaissance spéculative au savoir pratique : « le but véritable et légitime des sciences n'est autre que de doter la vie humaine d'inventions et de nouvelles ressources ». Loin de n’être que spéculations détachées du monde matériel, la science ne doit pas négliger de se préoccuper de son utilité. Elle apparaît comme la condition nécessaire d’un progrès technique désirable, et comme l’outil privilégié de la maîtrise de la nature : « Laissons seulement le genre humain recouvrer son droit sur la nature, qui lui appartient de don divin, et rendons lui son pouvoir : une droite raison et une sage religion en régleront l'exercice ». En affirmant ainsi l’intérêt économique et politique du progrès scientifique, et la nécessité pour les gouvernants de ne pas mésestimer la valeur de leurs savants, et en posant les bases d'une politique scientifique participant à l’organisation des travaux des savants pour mieux servir le progrès économique et militaire de la nation, Bacon soulève incidemment (mais sans trop s'y attarder) la question de la liberté et de l'autonomie des scientifiques, question qui sera sans cesse reprise jusqu'à aujourd'hui, et se placera au cœur des analyses et des discours, tant théoriques que pratiques, portant sur la relation de la science à la société. Cette question de la liberté de la science, et de quelle science, sera posée d'abord à propos de l'action du pouvoir politique, puis s’étendra au rôle des pouvoirs économiques, pour revenir à nouveau, aujourd'hui, sur son volet politique sous la pression des citoyens préoccupés par les derniers développements de la technoscience.

### Prise de position des encyclopédistes auXVIIIesiècle
On ne peut manquer de mentionner les prises de position tranchées de D'Alembert dans l'Encyclopédie. Critiquant sévèrement l'Inquisition pour la condamnation de Galilée, il milite pour une séparation de l'Église et de la science. Il pense en effet que l'Église n'est pas compétente en matière scientifique, qu'elle ne doit pas se mêler de ce qui n'est pas de son ressort, et que les Écritures ne peuvent pas être interprétées littéralement.
Cette position a entraîné un consensus assez largement partagé depuis les XVIIIe et XIXe siècles, y compris dans les milieux ecclésiastiques, bien que l'acceptation de ceux-ci fût plus tardive.

## Gestion de l'autonomie
Une difficulté majeure consiste à déterminer qui doit juger de ces limites. Dans les pays occidentaux, le statu quo confère aux scientifiques une liberté relative, très variable selon les disciplines : de nombreux groupes de chercheurs disposent d'une stabilité d'emploi et d'une indépendance suffisante pour décider collégialement des directions de recherche, mais sont restreints par les possibilités de financement de ces recherches, qui sont contrôlées plus directement par les États (voir par exemple le débat aux États-Unis sur la recherche sur les cellules souches (www.liberation.fr), recherches qui n'y sont pas interdites mais dont le financement public n'est pas autorisé). On a ainsi une indépendance de la recherche, mais pas de réelle autonomie.
Outre l'organisation d'un système de recherche permettant au chercheur de mener ces travaux de façon autonome, il faut aussi empêcher des collusions et conflits d'intérêts possibles, par exemple en obligeant les chercheurs à révéler tout rôle de consultant pour une entreprise.

## Besoins de / limites à l'autonomie de la recherche

### Autonomie vis-à-vis d'objectifs commerciaux
Ce débat croise la distinction classique entre recherche fondamentale et recherche appliquée. Cette dernière est en général dirigée vers un objectif pratique, souvent commercial, même s'il ne l'est pas toujours.

### Autonomie vis-à-vis de dogmes idéologiques ou religieux
Depuis le XVIe siècle, la science moderne s'est construite en se libérant de dogmes religieux dominants. Les travaux sur l'héliocentrisme de Copernic, Galilée, Képler, en sont une illustration précoce.
Certaines théories scientifiques ont pu être considérées comme un dogme insurpassable, au sens prises pour la vérité ; mais par définition, une théorie scientifique peut être réfutable, par l'observation ou l'expérience.

### Autonomie vis-à-vis du/des militaires
Voir Alexandre Grothendieck et Roger Godement.

### Limiteséthiques
Les règles de l'éthique (y compris éthique animale et éthique de l'environnement) sont de plus en plus prises en compte, notamment pour l'expérimentation animale où des animaux sont pris comme "modèles" d'étude.

### Limites d'efficacité économique
Les statistiques mondiales de recherche et développement indiquent que la recherche scientifique est liée à l'activité économique : à la fois parce que les pays les plus développés peuvent investir davantage en recherche, et parce que les résultats de recherche peuvent contribuer à l'activité économique.

## Les garanties d'autonomie et leurs limites dans le système actuel

### Indépendance individuelle des chercheurs

#### Stabilité d'emploi
La tenure dans les pays anglo-saxons, le statut de fonctionnaire en France.

### Autonomie des financements
L'idée que la science est achetable a souvent été mis à profit par des intérêts privés. L'histoire des sciences montre sans ambiguïté que, depuis au moins les années 1950, de nombreux secteurs, comme celui de la viande, du sucre, des cigarettes, de la pharmacie, etc., ont pu influencer avec succès les résultats de travaux de scientifiques pour favoriser leur marché. Les scientifiques refusaient de l'admettre au début, mais aujourd'hui ils font l'effort de transparence sur leurs financements et leurs diverses activités professionnelles. Ainsi, la revue Nature a commencé par refuser, en 1997, de surveiller les éventuels conflits d'intérêts de ses auteuris ; à partir de 2001, elle se résoudra à le faire, poussée par le scandale des Tobacco documents.
Pour les lobbys, la situation est idéale lorsqu'un scientifique les appuie de bonne foi, sans avoir conscience d'être influencé de l'extérieur. Pour cela, ils établissent une liste de scientifiques cibles, liste qu'ils affinent au fur et à mesure de leur approche. Ils s'appuient sur les relations sociales des scientifiques. Au besoin, ils créent de toutes pièces des clubs, des cercles, des agoras, à cet effet. Ils s'appuient également sur des travaux leurres, pour lesquels ils financent les scientifiques cibles. À partir de là, ils identifient ceux qui partagent leur vision des choses, avec lesquels ils entrent en confiance. L'influence se fait alors quasi d'elle-même.

## Exemples de manquements au principe d'autonomie

### Exemples modernes de pressions commerciales

#### Le réchauffement climatique
Le site internet Exxon Secrets dénonce le biais apporté dans le débat scientifique sur le sujet par des instituts financés en partie par la compagnie pétrolière Exxon, dont les profits sont menacés par les réglementations telles que le protocole de Kyoto. Les procédés incluent la propagation de résultats de recherche caducs et d'articles d'apparence scientifique écrits par des activistes, et le dénigrement systématique des travaux de recherche décelant un réchauffement climatique. Le livre Heat de George Monbiot, publié au Royaume-Uni par Allen Lane, enquête sur cette affaire.

#### Produits cancérogènes
Richard Doll, un épidémiologiste connu pour avoir démontré le rôle du tabac dans le cancer du poumon, a été pendant vingt ans consultant de firmes chimiques, comme Monsanto, alors qu'il était chargé d'expertises par les pouvoirs publics pour des questions de risques cancéreux liés aux produits chimiques. Il semble qu'il n'ait jamais rendu publics ses liens financiers avec des entreprises fabriquant les produits en question. Lennart Hardell, chercheur en Suède à Örebro, affirme que les rapports de Richard Doll ont conduit à une sous-estimation des risques chimiques.

### Pages connexes
- Histoire des sciences
- Histoire des techniques
- Progrès scientifique
- Progrès technique
- Recherche scientifique
- Sciences, Technologies et Société
- Technoscience